# Urasoe yōdore

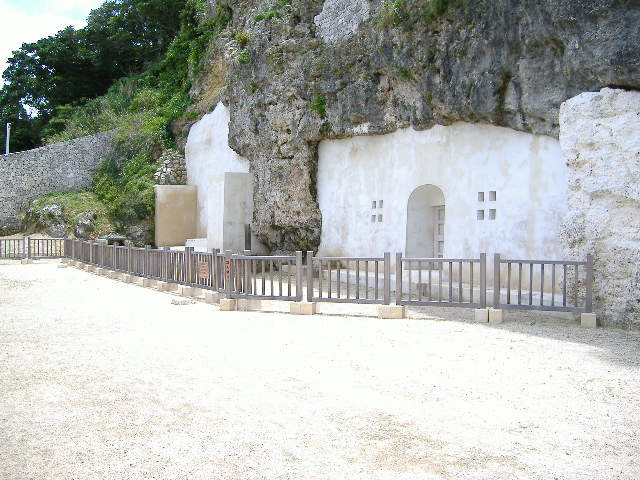
L'Urasoe yōdore.

L'Urasoe yōdore (浦添極楽山), situé dans une grotte d'une falaise au nord-est du château d'Urasoe sur l'île d'Okinawa, est un mausolée abritant les restes de trois souverains de l'île, avec un roi du royaume de Ryūkyū, séparé des autres par plusieurs siècles.
Le mausolée est établi en 1261, durant le règne d'Eisō, avant qu'Okinawa ne soit divisé en trois royaumes, quand l'île est gouvernée simplement par un réseau de chefs locaux sous la direction d'un chef de clan ou « roi ». Eiso et deux de ses successeurs sont ensevelis au Urasoe yōdore, dans des sarcophages de diorite chinoise. Des statues des bodhisattvas Kannon et Jizō se tiennent à l'intérieur de la grotte.
Plus de trois cents ans plus tard, le roi Shō Nei demande à être enterré au Urasoe et non dans le mausolée royal Tamaudun de la famille Shō. Son règne a été témoin de l'invasion de Ryūkyū par les forces du domaine de Satsuma au Japon, et la soumission du royaume à la suzeraineté de Satsuma ; les historiens croient donc qu'il sentait qu'il avait déshonoré sa famille et son royaume, et qu'il n'était pas digne d'être enterré avec ses ancêtres.

## Source de la traduction
- (en) Cet article est partiellement ou en totalité issu de l’article de Wikipédia en anglais intitulé « Urasoe yōdore » (voir la liste des auteurs).